# Rainier de Hesse-Cassel
Rainier de Hesse-Cassel (en allemand : Rainer von Hessen), prince de Hesse-Cassel, est né le 18 novembre 1939 à Kronberg (Hesse prussienne, Allemagne nazie). Membre de la Maison de Hesse, c'est un aristocrate, un historien et un metteur en scène allemand, également connu sous le pseudonyme de Rainer von Diez.

## Famille
Le prince Rainier est le second fils et le quatrième enfant du prince Christophe de Hesse-Cassel (1901-1943) et de son épouse la princesse Sophie de Grèce (1914-2001).
Par son père, il est le petit-fils du landgrave Frédéric-Charles de Hesse-Cassel (1868-1940), éphémère roi de Finlande sous le nom de Charles Ier en 1918, et de son épouse la princesse Marguerite de Prusse (1872-1954) tandis que, par sa mère, il descend du prince André de Grèce (1882-1944) et de son épouse la princesse anglo-allemande Alice de Battenberg (1885-1969). Il est également le neveu de Philip Mountbatten, duc d'Édimbourg, né Philippe de Grèce (mari d’Élisabeth II, reine du Royaume-Uni et des autres royaumes du Commonwealth).
Rainier a donc la particularité généalogique de descendre à la fois du roi Christian IX de Danemark (1818-1906), surnommé le « beau-père de l'Europe », et de la reine Victoria du Royaume-Uni (1819-1901), connue comme la « grand-mère de l'Europe ».
Rainier de Hesse est célibataire.

## Biographie
Né peu après le déclenchement de la Seconde Guerre mondiale, le 18 novembre 1939, le prince Rainier ne connaît presque pas son père, qui s'engage dans l'armée allemande et meurt dans un accident aérien en 1943. 
À partir de 1960, le prince suit une formation d'assistant réalisateur avec Rudolf Sellner (en) au Théâtre de Darmstadt puis avec August Everding (en) au Kammerspiele de Munich. À partir de 1962, le prince travaille comme metteur en scène au Théâtre d'Ulm (en) puis au Théâtre national de Cassel (en) après 1966. Là, il met en scène Lysistrata d'Aristophane avec Niki de Saint Phalle. Cette collaboration le mène, plus tard, à participer à l'élaboration de l'ensemble architectural Le Rêve de l'oiseau, situé au Plan-de-la-Tour, en France[réf. nécessaire].
Plus tard, Rainier de Hesse-Cassel se lance dans des recherches historiques, qui le conduisent à publier plusieurs ouvrages en lien avec sa famille.

## Œuvres théâtrales
- (de) Rainer von Diez, Dap und flaus abenteuer mit der zaauberkiste, Brême, décembre 1965 (lire en ligne).
- (de) Rainer von Diez, Hallo schatz, bist du's?, Cassel, septembre 1967 (lire en ligne).
- (de) Niki de Saint Phalle et Rainer von Diez, Ich, Cassel, juin 1968 (lire en ligne).

## Cinéma
- (en) Daddy, film de Niki de Saint Phalle, sorti en 1973.

## Recherches historiques

### Publications
- (de) Rainer von Hessen, « Erbprinz Wilhelm (als Kurfürst Wilhelm I.) von Hessen-Kassel (1743-1821) und der Soldatenhandel in der Grafschaft Hanau », dans Fürstenhof und Gelehrtenrepublik. Hessische Lebensläufe des 18. Jahrhunderts (= Kleine Schriften zur hessischen Landeskunde, 5), Wiesbaden, Hessischen Landeszentrale für politische Bildung, 1996, p. 42-52.
- (de) Rainer von Hessen et alii, Landgraf Carl von Hessen 1744-1836 : Statthalter in den Herzogtuemern Schleswig und Holstein, Landesarchiv Schleswig-Holstein, 1997 (ISBN 3931292479).
- (de) Rainer von Hessen, Victoria Kaiserin Friedrich (1840-1901) : Mission und Schicksal einer englischen Prinzessin in Deutschland, Campus, 2002 (ISBN 3593368986).
- (de) Rainer von Hessen, Die Hessens : Geschichte einer europäischen Familie, Michael Imhof, 2016 (ISBN 3731903423).
- (de) Joachim Horn, Alexander Jehn, Hans Sarkowicz et Rainer von Hessen, Die Battenbergs : Eine europäische Familie, Edition Waldemar Kramer, 1er juillet 2019, 192 p. (ISBN 978-3-7374-0483-9).

### Éditions
- (de) Wolfgang Prinz von Hessen, Aufzeichnungen, Kronberg, Privatdruck, 1986, 266 p..
- (de) Wilhelms I von Hessen (trad. Rainer von Hessen), Wir Wilhelm von Gottes Gnaden : Die Lebenserinnerungen Kurfürst Wilhelms I. von Hessen 1743-1821, Campus, 1999 (ISBN 3593355558).

## Autre publication
- (de) Rainer von Hessen, « At Last I Found the Treasure », dans Beate Kemfert (dir.), Niki de Saint Phalle: und das Theater, Heidelberg, Kehrer, 2016 (ISBN 9783868287202), p. 166-201.